# Franz Ferdinand von Schrötter
Franz Ferdinand Schrötter, ab 1774 Edler von Schrötter (auch Schroetter; * 13. Jänner 1736 in Wien; † 3. Juli 1780 ebenda) war ein österreichischer Rechtswissenschaftler, Historiker und Beamter. Er gilt als der Begründer des Österreichischen Staatsrechts.

## Leben
Schrötter war Sohn des Staatsbeamten Johann Heinrich Schrötter. Seine frühe Ausbildung ist unbekannt. 1754 begann er an der Universität Wien ein Studium der Rechtswissenschaft. Dort hatten insbesondere Paul Joseph von Riegger und Karl Anton von Martini größeren Einfluss auf seine Ausbildung. Mit der Schrift Diatribe De Jurisprudentia Persarum Veterum trat er 1757 erstmals schriftstellerisch in Erscheinung, 1761 erfolgte in Wien seine Promotion zum Doktor der Rechte. Im Anschluss verfasste er die fünf Bände Abhandlung aus dem österreichischen Staatsrechte, die auf ein intensives Quellenstudium in den einschlägigen Archiven zurückgingen und die die Archivalien erstmals der Öffentlichkeit bekannt machten. Er gilt in der Folge als Begründer des österreichischen Staatsrechts. Durch dieses Werk wurden der Kanzler Wenzel Anton von Kaunitz-Rietberg und Kaiserin Maria Theresia auf ihn aufmerksam. Sie eröffneten ihm eine Laufbahn im Staatsdienst.
Schrötter wurde 1764 zum Hofsekretär und Geheimen Offizial der Geheimen Hof- und Staatskanzlei ernannt. Neben seiner dienstlichen Arbeit widmete er sich weiter der rechtswissenschaftlichen Forschung und Publikation. Er wurde 1769 zum k.k. Rat und 1774 zum Wirklichen Hofrat ernannt. Ebenfalls 1774 erfolgte seine Nobilitierung. Außerdem wurde er 1774 zum Präses und Direktor der Juridischen Fakultät der Wiener Universität ernannt. Als solcher trieb er die Neuorganisation der Juristenausbildung voran. Er ließ 1774 einen Lehrstuhl für Reichspraxis einrichten und setzte durch, dass die Reichs- und Staatengeschichte zu den Rigorosenfächer der Fakultät gehörte. Im akademischen Jahr 1779/1780 stand er der Universität Wien als Rektor vor. Er starb im Amt.
Schrötter sollte den K.u. Sankt-Stephans-Orden erhalten. Allerdings starb er vor der Verleihung. Er wird auf den Fakultäts-Ehrentafeln der Universität Wien bei der Juridischen Fakultät genannt.

## Werke (Auswahl)
- Diatribe De Jurisprudentia Persarum Veterum, Gehlen, Wien 1757.
- Abhandlung aus dem österreichischen Staatsrechte, 5 Bände, Kraus, Wien 1762–1766.
- Abhandlung von dem Sitz- und Stimmrechte der Kron Böheim bey den Reichsberathschlagungen und dem dieser Krone hierinnen gebührenden Range, besonders auf Reichs-Deputationen, Krauß, Wien 1769.
- Patriotische Bemerkungen, gegen die an das Licht getrettene Chur-Bayerische Schrift, unter dem Titel: Rechtmäßigkeit derjenigen Chur-Bayerischen Landesverordnungen, welche von einigen Comitial-Gesandschaften zu Regensburg ... angefochten werden wollen : Zur Beleuchtung sowohl der ächten Verhältniß der Chur-Bayerischen Mauthgerechtsame, als auch der den Reichstags-Gesandten zustehenden Mauth- Zoll- und anderen Freyheiten, Kraus, Leipzig und Frankfurt 1770.
- Beobachtungen über Johann Stephan Pütters Versuch einer richtigen Bestimmung des kayserlichen Ratifications-Rechts bey Schlüssen Reichsständischer Versammlungen insonderheit der Visitation des Cammergerichts, Kraus, Leipzig und Frankfurt 1770.
- Versuch einer Oesterreichischen Staats-Geschichte, Kraus, Wien 1771.
- Collectio Dissertationum Historiam Imperii Romano-Germanici Illustrantium, Wien, Jahn 1777.
- Topographie oder kurze Beschreibung desjenigen Distrikts der bayerischen Lande, welchen das durchlauchtigste Erzhaus von Oesterreich Kraft der mit Kuhrpfalz zu Teschen geschlossenen Konvention in Besitz genommen hat, Kurzböck, Wien 1779.
- Oesterreichische Geschichte, Bände 1 und 2, Kurzböck, Wien 1779–1780 (Fortsetzung durch Adrian Rauch ab der Hälfte des zweiten Bandes).